# Francis Raymond Fosberg
Francis Raymond "Ray" Fosberg (20 de mayo de 1908-25 de septiembre de 1993) fue un botánico, micólogo, pteridólogo, y curador estadounidense. Fue un prolífico recolector y autor, jugando un significativo rol en el desarrollo de los estudios de arrecife de coral y biogeográficos de islas.

## Historia
Ray Fosberg nace en Spokane, Washington, y creció en Turlock, California. Recibe su B.A. en Botánica de la Pomona College en 1930. Fosberg trabaja como investigador botánico en el Museo de Los Ángeles, especializándose en plantas del archipiélago del Norte de California y del desierto del sudoeste.
Se vuelve interesado en ecosistemas isleños, y para 1932 se muda a Honolulu para trabajar como asistente en la Universidad de Hawái. Allí recibe una invitación para participar en la Expedición Mangareva llevada a cabo por el malacólogo C.M. Cooke, Jr. La expedición visita 25 islas y 31 islas coralinas, donde Fosberg y su profesor Harold St. John traen 15.000 especímenes vegetales.
Fosberg recibe su M.S. en Botánica de la Universidad de Hawái en 1937, y su Ph.D. de la de Pensilvania en 1939. Luego trabajaría en el USDA y se instalará en Colombia para el estudio e identificación de stands de Cinchona para la producción industrial de quinina. En 1946 participa en un estudio económico de los recursos en las islas de Micronesia. Retorna a EE. UU. y comienza investigaciones de la flora para Pacific Science Board bajo el National Research Council con su nueva asistente, M.-Hélène Sachet.
En 1951, Fosberg & Sachet comienzan a trabajar para el USGS, siendo responsables del mapeo de la geología militar de las islas del Pacífico. En 1966 se unen al Museo Nacional de Historia Natural de la Institución Smithsoniana en la División de Biología tropical del Programa de Ecología. En 1968 Fosberg es transferido al Departamento de Botánica, donde se desarrolla como curador. En 1976 es Botánico Senior, y en 1993 Botánico Emérito.

## Algunas publicaciones
Fosberg contribuyó con más de 700 libros y artículos.
- Frosberg, FR; M.-H. Sachet. 1972. Three Indo-Pacific Thelypteris Species Reinterpreted and a New African Species Described. Ed. Smithsonian Institution Press. 8 pp.
- ----. 1978. Studies in the Genus Boerhavia L. (Nyctaginaceae) 1-5. Smithsonian Contributions to Botany: 39, 20 pp.

### Libros
- Fosberg, FR; MVC Falanruw; M-H Sachet. 1975a. Vascular Flora of the Northern Marianas Islands. Ed. Smithsonian Institution Press
- Fosberg, FR; M-H Sachet. 1975. Polynesian Plant Studies 1-5 (Smithsonian Contributions to Botany).
- Fosberg, FR; SA Renvoize. 1980. The Flora of Aldabra and Neighbouring Islands With an Account of the Mosses By C C Townsend. Ed. HMSO, Londres. ISBN 0-11-241156-8

En 1980 ayuda a publicar A Revised Handbook to the Flora of Ceylon (ISBN 90-6191-069-2).
- La abreviatura «Fosberg» se emplea para indicar a Francis Raymond Fosberg como autoridad en la descripción y clasificación científica de los vegetales.[3]